# Hafen Wien

Die Hafen Wien GmbH ist ein Unternehmen der stadteigenen Wien Holding (95 %) sowie der Wirtschaftskammer Wien (5 %), dessen Ursprünge ins Jahr 1962/63 zurückreichen. Durch die im Jahr 1962/1963 erfolgte Gründung der Wiener Hafenbetriebsgesellschaft m.b.H. (WHB) wurden der Winterhafen (Freudenauer Hafen), Alberner Hafen und der Ölhafen Lobau aus dem Wiener Magistratsverband entlassen, in dem sie sich seit Ende des Zweiten Weltkriegs befanden.

## Geschichte
Der Bedarf an einem Hafen in Wien entstand erst im 19. Jahrhundert; in den Jahren 1899 bis 1902 entstand der Hafen Freudenau; die Häfen in Albern und in der Lobau wurden ab 1939 unter NS-Herrschaft und unter Einbeziehung von Zwangsarbeitern errichtet (zur Vorgeschichte s. auch den Eintrag Wiener Häfen).
Die Zollfreizone im Freudenauer Hafen wurde 1965 errichtet, 1977 begannen die Planungsarbeiten für den weiteren Hafenausbau. In den Jahren 1978/1979 kam es zur Verschmelzung mit der Wiener Städtischen Lager- und Kühlhausgesellschaft m.b.H.
Eine neue Rechtskonstruktion schuf im Jahr 1979 die
- WHG (Wiener Hafen Gesellschaft m.b.H.)
- WHV (Wiener Hafen und Lager Ausbau- und Vermögensverwaltungsgesellschaft m.b.H.)
- WHL (Wiener Hafen Lager- und Umschlagsbetriebe Ges.m.b.H)

Letztere erhielt im Jahr 1983 die Staatliche Auszeichnung und damit das Recht das Bundeswappen im Geschäftsverkehr zu verwenden.
Am 21. September 2006 wurde im Ölhafen Lobau von der Firma BioDiesel Vienna GmbH (BDV) eine der größten und modernsten Biodieselanlagen Europas offiziell eröffnet. Zunächst sollen hier 95.000 Tonnen Biodiesel produziert werden.
Im Jahr 2019 wurden die drei Gesellschaften aus 1979 in die Hafen Wien GmbH verschmolzen. Die Wiener Hafen Gruppe besteht somit heute aus der Hafen Wien GmbH, der TerminalSped Speditionsgesellschaft m.b.H. und der WienCont Container Terminal Gesellschaft m.b.H. Diese sind wiederum Tochtergesellschaften der Wien Holding GmbH.
Aus Anlass des 60-jährigen Firmenjubiläums gab der Hafen Wien eine Studie darüber in Auftrag, inwiefern für den Ausbau des Alberner Hafens, der in der Zeit des Nationalsozialismus erfolgte, Zwangsarbeiter eingesetzt waren; diese Studie wurde 2022 präsentiert, das Buch (Hamburg des Ostens) ist 2023 erschienen.

## Gliederung
Die Häfen von Wiener Hafen und ihre Gesellschaften bieten vielfältige Dienstleistungen:

### Hafen Freudenau
Auf dem rund 140 Hektar großen Hafenareal befinden sich die Umschlag-Anlagen für Schüttgüter und Rohstoffe, ein Containerterminal, ein Autoterminal, Hallen- und Lagerplätze, Verteilzentren für Markenartikel, das größte Zoll-Freilager Österreichs mit Zollamt und eigener Polizeistation sowie die Direktion und Verwaltung des Wiener Hafens (Seitenhafenstraße 15, 2. Bezirk). Der Hafen Freudenau dient außerdem als Schutz- und Winterhafen.:
Das Autoterminal im Winterhafen verfügt über eine Autowaschanlage mit einer Leistungsfähigkeit von 12 Personenkraftwagen pro Stunde, einer Entkonservierungsanlage mit einer Kapazität von 20 Personenkraftwagen pro Stunde und einer Abstellfläche für rund 5.000 Fahrzeuge. 2005 wurden über den Hafen Freudenau rund 77.000 Personenkraftwagen importiert, das ist rund ein Drittel aller Neuwagen in Österreich.
Im Jahr 2008 erfolgte die Inbetriebnahme des neuen Containerterminals mit zwei Portalkränen. Dabei wurde auch der Lückenschluss zwischen der Donauufer- und der Donauländebahn hergestellt. Zu diesem Zwecke errichtete man unmittelbar neben der Freudenauer Hafenbrücke die Winterhafenbrücke mit einer Länge von rund 168 m als das zentrale Bindeglied. 2013 wurde das drittgrößte trimodale Containerterminal Europas mit einer dritten Kranbrücke aufgerüstet.

### Hafen Albern

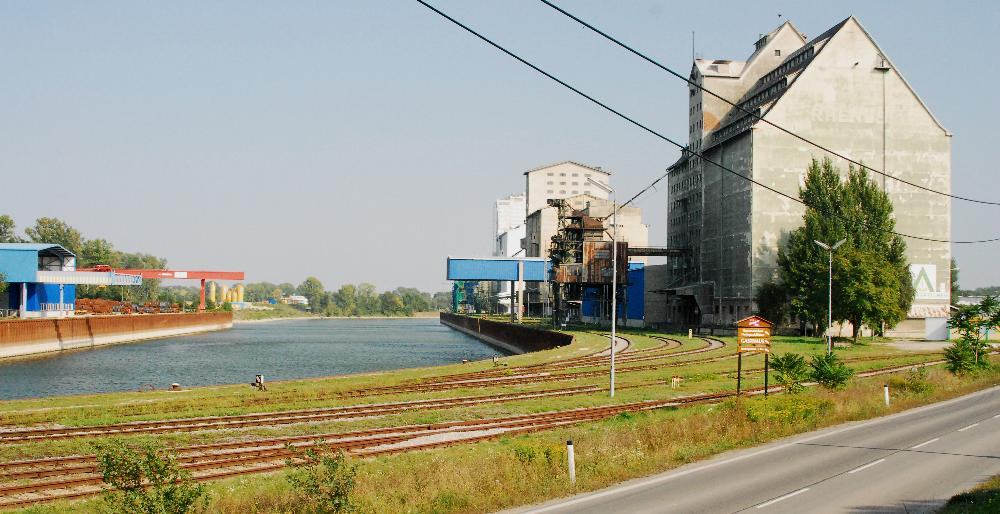
Hafenbecken im Alberner Hafen

Der Alberner Hafen befindet sich auf dem Gebiet des Wiener Gemeindebezirks Simmerings in der 1. Molostraße. Dort befinden sich:
- Baustoffterminal
- Umschlag und Lagerung von Getreide
- Umschlag und Lagerung von Stahlprodukten
- Speditionen
- Holzschnitzelanlage für das Kraftwerk Simmering

Über diese Hackgutanlage wird das Biomassekraftwerk in Wien-Simmering mit Hackschnitzeln versorgt.

### Hafen Lobau
Der Hafen Lobau mit Anschrift Finsterbuschstraße im Wiener Gemeindebezirk Donaustadt ist aufgrund der zahlreichen Tanks vor allem als Ölhafen bekannt, die dort gelagert und umgeschlagen werden. Er dient aber auch dem Umschlag und der Lagerung von Stahlprodukten.

## Unternehmen
Die Wiener Hafengruppe beschäftigte 2005 ungefähr 220 Personen. Auf dem Gebiet des Wiener Hafens sind rund 120 Firmen angesiedelt (beispielsweise: Schenker, Scan-Cargo, Kühne + Nagel, DHL, Rail Cargo Austria), die im Jahr 2019 rund 5.000 Menschen beschäftigten.
Im Jahr 2012 wurden 53 Millionen Euro umgesetzt. In den Wiener Häfen wurden in dieser Zeit acht Millionen Tonnen Güter umgeschlagen. Allein im Containergeschäft wurden über 500.000 Einheiten umgeschlagen. In allen Unternehmen am Gelände dürfte der Warenumschlag zwischen zehn und zwölf Millionen Tonnen liegen.
2019 erreichte der Umsatz 36,5 Millionen Euro bei einem Warenumschlag von 1,14 Millionen Tonnen. Darunter 376.000 Container im Containerterminal (rund 100 Containerzüge pro Woche) und 64.000 Fahrzeuge im Autoterminal, womit rund 20 Prozent der Pkw-Neuzulassungen in Österreich abgedeckt werden.
Im Herbst 2024 sollen in Simmering die HQ7-Studios in einem Gebäude mit zwei Hallen mit 2000 bzw. 1000 Quadratmeter auf dem Areal der 7. Haidquerstraße 6 ihren Betrieb aufnehmen. Der Kubus wurde von Haas & Haas Architektur konzipiert. Die Gesamtkosten beliefen sich auf rund 9,1 Millionen Euro. Eigentümer ist der Hafen Wien, der das Areal an HQ7-Studios vermietet.